# Carlos Niño
Carlos Gabriel Niño (* 16. února 1977) je americký hudebník (multiinstrumentalista), hudební producent a aranžér. V roce 2007 vydal ve spolupráci s multiinstrumentalistou Miguelem Atwoodem-Fergusonem album Fill the Heart Shaped Cup. Dvojice spolu pracovala i na dalších projektech. Během své kariéry spolupracoval s mnoha dalšími hudebníky, mezi něž patří například Deantoni Parks, Gaby Hernandez a Iasos. Rovněž vydal řadu vlastních alb (jako „Carlos Niño & Friends“). Rovněž uváděl několik rozhlasových pořadů.